# Corrupião-de-bullock
Corrupião-de-bullock ou corrupião-de-asa-branca (Icterus bullockii) é um pequeno icterídeo do Novo Mundo. Em tempos, esta espécie e o corrupião-de-baltimore foram considerados como uma única espécie, o corrupião-do-norte. Esta ave recebeu o nome de William Bullock, um naturalista amador inglês.

## Descrição
Os corrupiões-de-bullock são sexualmente dimórficos, sendo os machos de cores mais vivas do que as fêmeas. Além disso, os machos adultos tendem a ser ligeiramente maiores e mais pesados do que as fêmeas.
Medidas:
- Comprimento : 17 a 19 centímetros
- Peso : 28 a 43 gramas
- Envergadura : 31 centímetros

Os adultos têm um bico pontiagudo com um bico reto. Nos machos adultos, a cauda é longa, quadrada e preta. Toda a pele exposta é preta, tal como as garras e o bico, embora a base da mandíbula inferior se torne cinzento-azulada.
Os machos adultos são caracterizados por uma plumagem laranja e preta fortemente contrastante, uma mancha preta na garganta e uma barra branca nas asas. A parte inferior do corpo, o peito e a face são cor de laranja ou amarelos. Em contrapartida, o dorso, as asas e a cauda são pretos.
Uma linha preta estende-se de cada olho até à coroa preta. As coberturas das asas (penas não utilizadas diretamente no voo) são franjadas de branco, formando uma mancha nas asas. Embora a cauda seja maioritariamente preta, as três ou quatro penas de voo mais exteriores têm uma ponta laranja, formando um "T".
As fêmeas adultas, pelo contrário, têm a parte superior castanha-acinzentada, um amarelo mais baço no peito e na parte inferior das penas e uma coroa cor de azeitona. Algumas fêmeas podem também ter uma mancha escura na garganta, semelhante (mas menos extensa) à encontrada nos machos adultos. Em todos os casos, as fêmeas não têm a linha preta dos olhos presente nos machos adultos. Pensa-se que as fêmeas com manchas na garganta são indivíduos mais velhos.
Seguindo o padrão geral observado nos icterídeos, o padrão geral da plumagem dos jovens machos é muito semelhante ao das fêmeas adultas. Os jovens assemelham-se às fêmeas adultas, mas têm asas mais escuras, coberturas das asas frescas e um bico cor-de-rosa ou esbranquiçado. O dimorfismo sexual não é evidente nos jovens.

## Reprodução
Os corrupiões-de-bullock são monogâmicos sazonais. A época de reprodução dura normalmente de maio a julho. O momento exato do início da época de reprodução tende a variar geograficamente. No geral, a reprodução começa mais tarde nas zonas mais setentrionais e ocidentais da sua área de distribuição geográfica. Os pares acasalados dos corrupiões-de-bullock cooperam para tecer cestos profundos e pendentes nos quais são depositados entre três e seis ovos, embora as fêmeas tendam a fazer a maior parte do trabalho. O ninho é tecido com fibras vegetais, principalmente casca de árvore e fibras finas de erva, embora também seja comum a utilização de pêlos de animais. O ninho é forrado com penugem, pelo e musgo.
Tanto os machos como as fêmeas criam as crias e defendem o ninho dos predadores e dos parasitas do ninho.
Os corrupiões-de-bullock e os corrupiões-de-baltimore hibridizam-se normalmente no meio-oeste, onde as suas áreas geográficas se sobrepõem.

## Comunicação
Tanto os machos como as fêmeas cantam. Enquanto os machos têm um canto mais doce, as fêmeas tendem a ser mais prolíficas no canto. O canto desta ave é semelhante ao do corrupião-de-baltimore, mas mais rápido e um pouco mais áspero.

## Distribuição
Os corrupiões-de-bullock são nativos da parte ocidental da América do Norte, embora sejam por vezes encontrados como errantes na metade oriental do continente. Durante a época de reprodução, podem ser encontrados até aos contrafortes orientais da Cordilheira das Cascatas.
A sua área de reprodução estende-se para leste até às Dakotas, Kansas e norte do centro do Texas. Esta espécie pode ser encontrada tão a norte como a Colúmbia Britânica no Canadá e tão a sul como Sonora ou Durango no México.
É comum em toda a sua área de distribuição, mas está ausente em partes do Arizona e do Idaho, onde a combinação de uma elevação extrema e de um clima árido proporciona más condições de vida. Durante o inverno, esta espécie refugia-se no México e no norte da América Central. A sua área de distribuição invernal estende-se para sul e leste, de Sinaloa a Oaxaca.

## Comportamento

### Habitat
Tal como outros membros da família dos icterídeos, os corrupiões-de-bullock preferem os limites do habitat. Preferem especialmente corredores ripárias, bosques abertos de folha caduca e matagais. As observações durante a época de reprodução indicam que os membros desta espécie preferem zonas com abundância de choupos, nogueiras e salgueiros se estiverem perto da água. Em zonas secas, esta espécie prefere o cedro salgado e a mesquite. Na Califórnia, os eucaliptos são utilizados como principais fontes de néctar.

### Dieta
Estas aves forrageiam em árvores e arbustos, fazendo também voos curtos para apanhar insectos. Alimentam-se principalmente de insectos, bagas e néctar. Outros frutos consumidos são as laranjas e, por vezes, as uvas. Em alguns locais, podem ser vistos a utilizar comedouros para beija-flores.
Estas aves aproximam-se facilmente de um prato cheio de geleia de uva. Os pais conduzem as crias, alimentam-nas com geleia e depois os machos adultos abandonam a zona. As crias permanecem no prato de geleia desde a primeira alimentação no início de julho e partem no final de setembro.

## Espécies relacionadas
Durante algum tempo, os corrupiões-de-bullock foram considerados coespecíficos dos corrupiões-de-baltimore, mas os dados relativos à reprodução, seguidos mais tarde por dados sobre a época da muda e o ADN, mostraram que os corrupiões-de-bullock são uma espécie distinta.